# Conrad d'Urach
Pour les articles homonymes, voir Conrad.
Conrad d'Urach  (ou Corradus), né vers 1170/1180 à Bad Urach en Saint-Empire, et mort le 30 septembre 1227 à Bari (Royaume de Sicile), est un religieux cistercien, successivement abbé des abbayes de Villers-en-Brabant, Clairvaux puis Cîteaux. En 1219, il est créé cardinal de l'Église catholique par le pape Honorius III.
À ne pas confondre avec Conrad d'Usperg (dit Abbas uspergensis ou Conrad ; auteur d'une chronique s'achevant en l'an 1229, mais continuée par un anonyme jusqu'à Charles Quint).

## Biographie
Fils du comte d'Urach Egon IV, dit le Barbu, et d'Agnès von Zähringen, fille de Berthold IV de Zähringen, Conrad devient très jeune chanoine au chapitre de Saint-Lambert à Liège. Il renonce à ses titres pour se faire moine cistercien à l'abbaye de Villers-en-Brabant. En 1209 il y est élu abbé.
Comme le permet la Carta Caritatis de l''Ordre cistercien il est quelques années plus tard élu abbé de l'abbaye de Clairvaux (1214). Trois ans plus tard il est élu abbé de Cîteaux (1217), ce qui fait de lui l'abbé général de l'Ordre cistercien.
Les qualités humaines et spirituelles de l'homme expliquent cette ascension au sein de l'ordre aussi rapide que remarquable. Pendant deux ans il est supérieur général et il propose au chapitre général le chant quotidien du Salve Regina à la fin de l'office du soir.
Lors du consistoire du 8 janvier 1219 il est créé cardinal-évêque de Porto par le pape Honorius III. Il remplit dès lors quelques missions diplomatiques. Son amitié pour les dominicains est bien connue. Légat en France il est très actif dans la croisade contre les Albigeois. Il y confirme au nom du pape l'ordre des Prêcheurs de Saint Dominique. Il remplit également quelques missions du Saint-Siège en Espagne et auprès du Saint-Empire.
En tant que légat apostolique du pape Honorius III, il concède en 1220 ses premiers statuts à la Faculté de Médecine de Montpellier qui est ainsi la plus ancienne faculté de médecine en activité au monde.
Lors du conclave de 1227 il refuse la tiare et fait porter l'élection vers Grégoire IX.
Conrad veut suivre les croisés en Terre sainte, mais meurt à Bari. À sa demande ses restes sont inhumés à l'abbaye de Clairvaux. Toute sa vie il est resté attaché à sa vocation monastique, et dans ses derniers jours (d'après le chroniqueur) il s'écria : «Plût au ciel que j'eusse persévéré jusqu'à ce jour à Villers sous la discipline régulière, et que j'y eusse lavé les écuelles avec les serviteurs de cuisine»
Les cisterciens le vénèrent comme bienheureux (sanctitate et miraculis clarus) le 30 septembre.